# Félicité et Perpétue
Félicité et Perpétue ist eine einmalblühende Rambler-Rose, die an einer geeigneten Stütze bis zu 6 m hoch hinaufrankt. Anfang des 19. Jahrhunderts kreuzten französische Züchter die im Mittelmeergebiet beheimatete Rosa sempervirens mit Garten-Rosen. Als bekannteste dieser Sempervirens-Hybriden gilt 'Félicité et Perpétue', die von Henri-Antoine Jacques 1828 aus Rosa sempervirens × 'Old Blush' gezüchtet wurde. Sie ist einmalblühend im Juni/Juli. Ihre rosettenartig gefüllten, duftenden weißen Blütenbälle stehen in Dolden zu 20 bis 40; die nur mit wenigen Stacheln bewehrten Triebe der 'Félicité et Perpétue' wachsen weitläufig und tragen gesundes, kleines Laub oft bis zum nächsten Frühjahr. Ein Rückschnitt ist nur notwendig, wenn sie zu üppig wächst. Sie ist winterhart bis −29 °C (USDA-Zone 5).
Ihr Name bezieht sich vermutlich auf die Töchter des Züchters oder aber nach den zwei Märtyrinnen des christlichen Altertums Felicitas und Perpetua von Karthago.
1879 wurde in New York von Peter Henderson der zwergwüchsige, nur 60 cm groß wachsende Sport 'Little White Pet' entdeckt, der öfterblühend ist. Während kletternde Sports von Buschrosen häufig auftreten, sind zwergwüchsige Sports von Kletter-Rosen eine Seltenheit.